# Dillnberger Emil

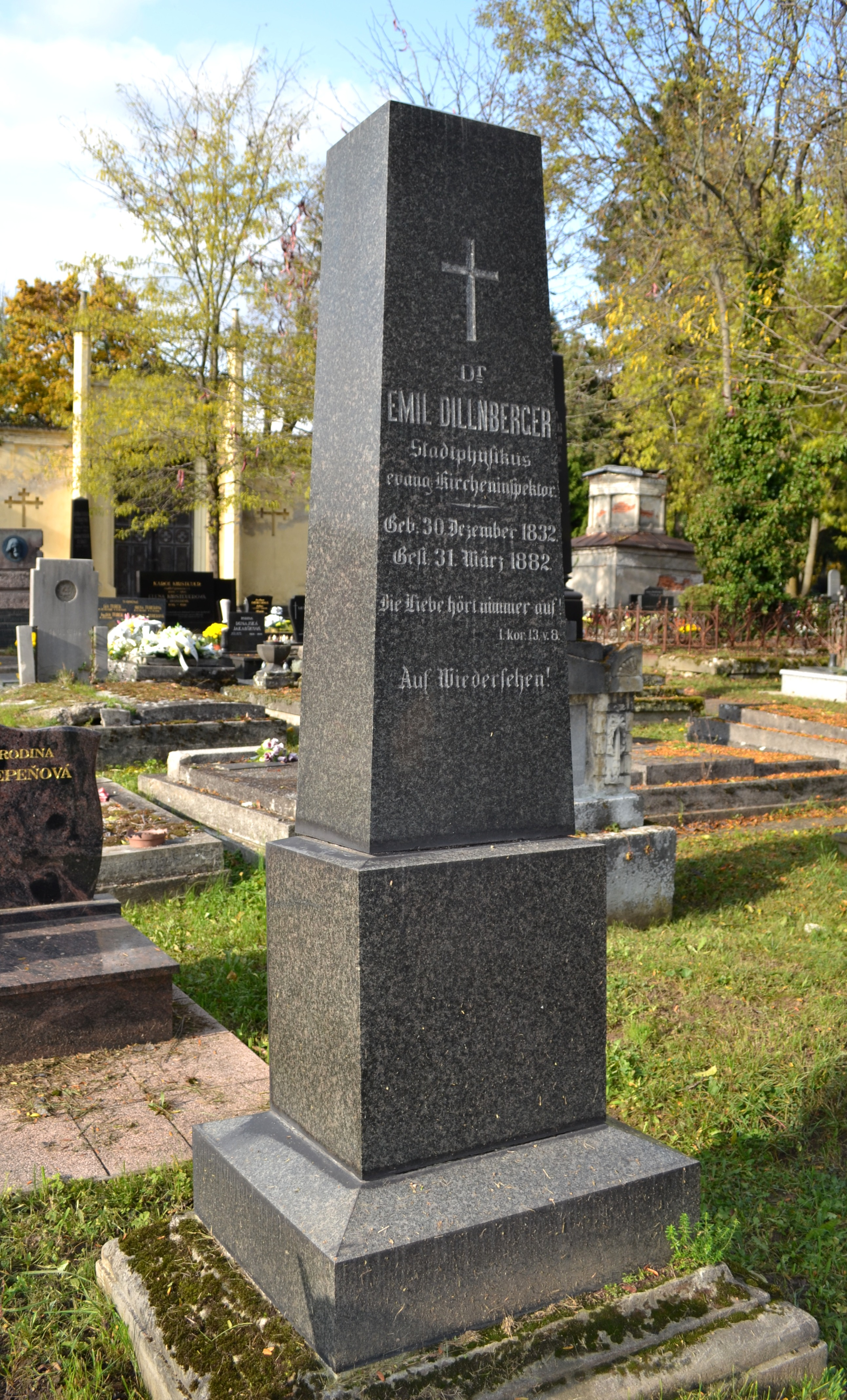
Sírköve Besztercebányán

Dillnberger Emil (Besztercebánya, 1832. december 28. – Besztercebánya, 1882. március 31.) orvos.

## Élete
A Bécsi Egyetem orvosi karának tagja és törvényszéki orvos, orvosdoktori oklevelet 1867-ben nyert Bécsben, ezután Besztercebánya főorvosa lett.

### Családja
Felesége Pálesch Malvina (1843–1923).
Lánya Dillnberger Mária (1873–1945), Raffay Sándor (1866–1947) felesége.

## Munkái
- Gyógyászati vény-zsebkönyv a bel- és külbetegségekre, valamint a szem-, fül- és bőrbajokra nézve a bécsi iskola szerint. A harmadik javított kiadás után magyarra fordította idősb Purjesz Zsigmond. Pest, 1867
- Gyógyászati vényzsebkönyv a nő- és gyermekbetegségekre nézve a bécsi iskola szerint. Magyarra ford. id. Purjesz Zsigmond. Pest, 1868